# OpenBIOS
OpenBIOS — один из проектов компьютерной прошивки по спецификации Open Firmware, распространяющийся под лицензией GPL. Написан на языке Си.
Поддерживаются 32-битные и 64-битные архитектуры SPARC и PowerPC. Наиболее широкий спектр поддерживаемых загружаемых операционных систем — для SPARC-64: Linux, NetBSD, OpenBSD, FreeBSD, HelenOS; для PowerPC поддерживается загрузка Linux, HelenOS и Darwin (macOS). Возможна работа на x86-машинах при использовании низкоуровневого загрузчика, такого, как coreboot.